# Nguyễn Đức Dũng (tướng Công an)
Nguyễn Đức Dũng (sinh năm 1967) là một tướng lĩnh của lực lượng Công an nhân dân Việt Nam, hàm Thiếu tướng. Ông hiện giữ chức vụ Phó Bí thư thường trực Tỉnh ủy Quảng Nam , Chủ tịch Hội đồng nhân dân tỉnh Quảng Nam, nhiệm kỳ 2021-2026.
Ông từng giữ chức vụ Bí thư Đảng ủy, Giám đốc Công an tỉnh Quảng Nam, Phó Giám đốc Công an tỉnh Quảng Nam.

## Tiểu sử
Nguyễn Đức Dũng sinh ngày 1 tháng 7 năm 1967, quê quán tại xã Phổ Văn, huyện Đức Phổ, tỉnh Quảng Ngãi (nay là phường Phổ Văn, thị xã Đức Phổ, tỉnh Quảng Ngãi).
Tháng 10 năm 1985, ông gia nhập lực lượng Công an nhân dân Việt Nam.
Ông tốt nghiệp Đại học An ninh nhân dân.
Ông còn là đảng viên Đảng Cộng sản Việt Nam, có chứng chỉ cao cấp lí luận chính trị của đảng này.
Nguyễn Đức Dũng từng trải qua nhiều chức vụ trong ngành công an như: Phó Trưởng phòng An ninh Điều tra; Phó trưởng Công an huyện Nông Sơn, tỉnh Quảng Nam; Trưởng phòng An ninh đối ngoại Công an tinh Quảng Nam, Trưởng phòng Tham mưu, Phó Giám đốc Công an tỉnh Quảng Nam.
Tháng 9 năm 2016, Nguyễn Đức Dũng được bổ nhiệm giữ chức vụ Phó Giám đốc Công an tỉnh Quảng Nam. Lúc này ông đang là Trưởng phòng Tham mưu kiêm người phát ngôn Công an tỉnh Quảng Nam.
Từ ngày 11 tháng 11 năm 2019, Đại tá Nguyễn Đức Dũng được Bộ trưởng Bộ Công an Việt Nam Tô Lâm bổ nhiệm giữ chức vụ Giám đốc Công an tỉnh Quảng Nam thay cho Đại tá Nguyễn Viết Lợi nghỉ hưu. Công an tỉnh Quảng Nam lúc này có bốn Phó Giám đốc là Đại tá Phan Văn Dũng, Đại tá Nguyễn Hà Lai, Đại tá Huỳnh Sông Thu, và Thượng tá Nguyễn Thành Long.
Từ ngày 17 tháng 2 năm 2020, Đại tá Nguyễn Đức Dũng được Chủ tịch nước Cộng hòa xã hội chủ nghĩa Việt Nam Nguyễn Phú Trọng thăng cấp bậc hàm từ Đại tá lên Thiếu tướng theo Quyết định số 217/QĐ-CTN ngày 17-2-2020. Cùng đợt thăng quân hàm với Đại tá Nguyễn Đức Dũng còn có năm người khác (ba người thăng trung tướng, hai người thăng thiếu tướng).
Cuối tháng 3 năm 2020, Nguyễn Đức Dũng được Ban Bí thư Ban Chấp hành Trung ương Đảng Cộng sản Việt Nam khóa 12 chuẩn y chức danh Ủy viên Ban Thường vụ Tỉnh ủy Quảng Nam nhiệm kỳ 2015 - 2020. Ông còn là Bí thư Đảng ủy Công an tỉnh Quảng Nam.
Ngày 16 tháng 7 năm 2024, Ban Bí thư Trung ương Đảng đồng ý giới thiệu Thiếu tướng Nguyễn Đức Dũng - Ủy viên Ban Thường vụ Tỉnh ủy, Giám đốc Công an tỉnh Quảng Nam để bầu giữ chức Phó Bí thư Tỉnh ủy nhiệm kỳ 2020 – 2025, Chủ tịch HĐND tỉnh Quảng Nam nhiệm kỳ 2021 – 2026.
Ngày 22 tháng 7 năm 2024, Tỉnh ủy Quảng Nam tổ chức Hội nghị thực hiện quy trình công tác cán bộ bầu Phó Bí thư Tỉnh ủy nhiệm kỳ 2020 - 2025, giới thiệu nhân sự để HĐND tỉnh bầu Chủ tịch Hội đồng nhân dân tỉnh nhiệm kỳ 2021 - 2026. Kết quả 100% đồng chí Tỉnh ủy viên có mặt đã bỏ phiếu thống nhất bầu đồng chí Nguyễn Đức Dũng giữ chức danh Phó Bí thư Tỉnh ủy Quảng Nam nhiệm kỳ 2020 – 2025 và giới thiệu HĐND tỉnh bầu giữ chức danh Chủ tịch HĐND tỉnh Quảng Nam nhiệm kỳ 2021 – 2026.

## Lịch sử thụ phong quân hàm
| Năm thụ phong | –      | 2020        |
| ------------- | ------ | ----------- |
| Quân hàm      |        |             |
| Cấp bậc       | Đại tá | Thiếu tướng |

1. ↑  Trí, Dân (ngày 22 tháng 7 năm 2024). "Thiếu tướng Nguyễn Đức Dũng giữ chức Phó Bí thư Tỉnh ủy Quảng Nam". Báo điện tử Dân Trí. Truy cập ngày 22 tháng 7 năm 2024.
2. 1 2 3 4  Tr.Thường. "Giám đốc Công an Quảng Nam được thăng hàm thiếu tướng". Người lao động. 2020-02-20. Truy cập ngày 27 tháng 3 năm 2020.
3. 1 2 3 4 5  Đắc Thành. "Công an Quảng Nam có giám đốc mới". VnExpress. 2019-11-11. Truy cập ngày 27 tháng 3 năm 2020.
4. ↑  Tr.Thường. "Quảng Nam có tân Giám đốc Công an 52 tuổi". Người lao động. 2019-11-11. Truy cập ngày 27 tháng 3 năm 2020.
5. ↑  "Giám đốc Công an tỉnh Quảng Nam được thăng hàm Thiếu tướng". Đại Đoàn Kết. 2020-02-19. Truy cập ngày 31 tháng 3 năm 2020.
6. ↑  "Giám đốc Công an tỉnh Quảng Nam được thăng cấp hàm thiếu tướng". Công luận. 2020-02-20. Truy cập ngày 31 tháng 3 năm 2020.
7. ↑  "Công bố Quyết định thăng cấp bậc hàm Trung tướng đối với đồng chí Trần Vi Dân, Giám đốc Học viện Chính trị Công an nhân dân". Học viện Chính trị Công an nhân dân. 2020-02-21. Truy cập ngày 26 tháng 3 năm 2020.
8. ↑  Nguyễn Ngọc Vượng. "Chuẩn y chức danh trong Đảng đối với Giám đốc Công an tỉnh Quảng Nam". báo Dân sinh. 2020-03-27. Truy cập ngày 27 tháng 3 năm 2020.
9. ↑  Xuân Mai. "Thăng cấp bậc hàm Thiếu tướng đối với Giám đốc Công an tỉnh". báo Quảng Nam. 2020-02-19. Truy cập ngày 31 tháng 3 năm 2020.
10. ↑  "Đồng chí Nguyễn Đức Dũng được bầu giữ chức Phó Bí thư Tỉnh ủy Quảng Nam nhiệm kỳ 2020 - 2025".
11. ↑  "Giám đốc Công an tỉnh giữ chức Phó Bí thư Tỉnh ủy Quảng Nam".